# Borostyán (heraldika)
A borostyán ritka növény a címertanban. Leggyakrabban valamilyen érdem vagy tulajdonság heraldikai kifejezéseként használják, ezért címerművészeti jellegtelensége mellett is fontos utalásokat tartalmazhat.
Általában oszlopra kúszó indaként, esetleg beszélő címerként jelenik meg. A kisméretű ábrázolásokon nehéz felismerni a jellegzetes formájú leveleit, ezért ilyen esetben csak a címerleírás, esetleg burjánzó szárai és termései adhatnak eligazítást arról, hogy milyen növényről van szó. Mivel hosszú időre van szüksége, míg egy egész falat elborít, általában a stabilitás, a patinás dolgok, valamint a szívósság képzete kapcsolódik hozzá.
A jelentése néha keveredik a babérral.